# Eschelbronn
Eschelbronn, es una villa con una población de 2.597 habitantes cercana a Sinsheim, situada en el Distrito de Rhein-Neckar perteneciente al estado de Baden-Württemberg, Alemania.